# Clé Miracast
Une clé Miracast, ou parfois dongle Miracast (en anglais, « Miracast key », « Miracast dongle » ou « WiFi Display Dongle »), est un type de passerelle multimédia, constitué d'un périphérique se branchant sur un port HDMI et permettant de lui transmettre un flux vidéo par la technologie Miracast, utilisant du Wi-Fi Direct pour la diffusion sans fil. De nombreuses versions de ces clés supportent également le standard DLNA et le protocole Air Play d'Apple.
Ces clés contiennent, comme les PC-on-a-stick, un SoC d'architecture ARM, qui en font donc un ordinateur complet. Si leur but originel se limite à la diffusion d'un flux vidéo et quelques autres fonctions accessoires, plusieurs de ces clés ont été rootées par des hackers (bidouilleurs) pour y installer des systèmes complets.
De nombreuses clés sont commercialisées depuis 2012, mais elles n'ont pas eu de notoriété avant la sortie de la clé Chromecast de Google, en juillet 2013.